# Finestret
Finestret is een gemeente in het Franse departement Pyrénées-Orientales (regio Occitanie) en telt 143 inwoners (2005). De plaats maakt deel uit van het arrondissement Prades.

## Geografie
De oppervlakte van Finestret bedraagt 8,3 km², de bevolkingsdichtheid is 17,2 inwoners per km².

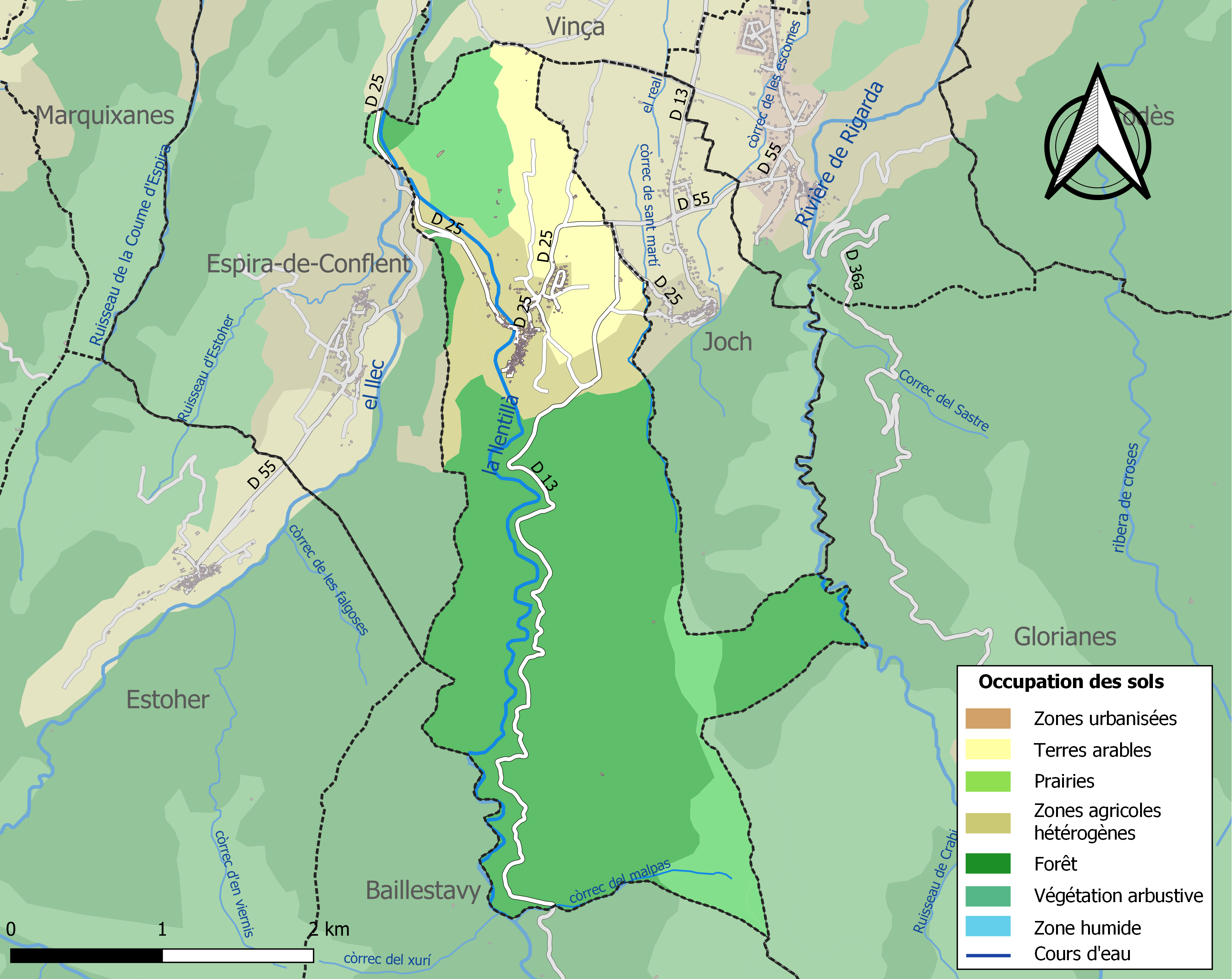
Kaart van de gemeente met de belangrijkste infrastructuur, bodemgebruik en omliggende gemeenten

## Demografie
Onderstaande figuur toont het verloop van het inwonertal (bron: INSEE-tellingen).